# Соловей (фильм, 2018)
«Соловей» (англ. The Nightingale) — австралийский художественный фильм 2018 года, второй полнометражный фильм режиссёра и сценариста Дженнифер Кент. Историческая драма, действие которой происходит на Тасмании 1820-х годов во время Чёрной войны, повествует о женщине-ирландке Клэр Кэрролл, которая в компании местного аборигена отправляется в опасное путешествие, чтобы отомстить английским офицерам, убившим её семью.
Главную роль Клэр Кэрролл в фильме исполнила Эшлинг Франчози, удостоившаяся за свою игру премии Австралийской академии кинематографа и телевидения. Всего фильм был номинирован на эту премию в 13 категориях и получил шесть наград. Байкали Ганамбарр за роль тасманийского аборигена Билли, спутника Клэр, получил на Венецианском кинофестивале премию Марчелло Мастроянни для начинающего актёра.
Премьера фильма состоялась 6 сентября 2018 года на 75-м Венецианском кинофестивале.

## Сюжет
Тасмания, 1820-е годы. Молодая ирландка Клэр, осуждённая за воровство, работает служанкой в расположении отряда британской армии под командованием лейтенанта Хокинса и сержанта Руза. Она ожидает от Хокинса рекомендательного письма, которое тот обещал ей ещё три месяца назад и которое позволило бы ей с мужем Эйданом и их маленьким ребёнком свободно перемещаться по стране.
Вечером по случаю прибытия инспектора-капитана в части устраивают для солдат и офицеров концерт, на котором Клэр, которую военные прозвали «нашим соловьём», блестяще исполняет несколько лирических песен. После концерта пьяный Хокинс вызывает её к себе в комнату, где в ответ на просьбу о письме называет неблагодарной и насилует. Клэр не говорит об этом Эйдану, однако заподозривший неладное супруг на следующее утро является к лейтенанту, потребовав скорейшего отправления письма. Получив отказ, он бьёт Хокинса по лицу, за что его избивают солдаты.
Инспектор Гудвин, который должен сделать заключение о том, достоин ли Хокинс повышения и перевода на север, отчитывает последнего за отсутствие дисциплины в его части, резюмировав, что не может дать ему рекомендацию. Разъярённый лейтенант решает добраться до командования раньше Гудвина и получить таки обещанное ему назначение. Ночью перед отбытием на север он приходит в хижину Клэр и Эйдана в компании с Рузом и молодым солдатом Джаго. Хокинс и Руз снова насилуют Клэр, после чего лейтенант убивает набросившегося на него Эйдана. Джаго, которому лейтенант приказывает «заткнуть» орущего младенца, убивает ребёнка ударом об стену, а затем прикладом ружья оглушает его мать.
Очнувшись, Клэр понимает, что лишилась своей семьи. Попросив соседей-заключённых похоронить мужа и дочь, она берёт мушкет и лошадь, единственное, что у неё осталось от Эйдана, а затем поджигает свою хижину и пускается в путь через буш, чтобы догнать Хокинса и его спутников и убить их. Друг Эйдана находит ей проводника, местного аборигена-тасманийца по имени Билли, без которого девушка не сможет найти дорогу. Тасманиец не сразу решается помочь ей, поскольку ненавидит белых, когда-то перебивших его родных, а затем забравших его из племени, чтобы сделать из него белого человека. Лишь обещание щедрого вознаграждения вынуждает его отправиться в путь.
По дороге Клэр и Билли встречают убитых и повешенных аборигенов, а также группу закованных заключённых, перегоняемых на другое место. По ночам Клэр снятся кошмары, в которых ей являются погибший муж и дочка. В ответ на обвинения Билли, что сама она принадлежит к ненавистным англичанам, Клэр заявляет, что она ирландка и сама ненавидит последних. В свою очередь Билли рассказывает, что его племя называется «ма́нгана», то есть «чёрный дрозд».
Тем временем группа Хокинса, которую ведёт в город проводник-тасманиец Джимми, воспитатель Билли, берёт в плен девушку-аборигенку Лованну, которую насилуют Хокинс и Руз. Мужчины из племени Лованны пытаются освободить её, но Хокинс на их глазах цинично убивает Лованну, после чего ему со спутниками приходится бежать, бросив повозку с вещами. Один из тасманийцев ранит Джаго копьём, после  чего идущая по следу Клэр настигает его и зверски убивает, сначала проткнув ножом, а затем забив до смерти прикладом.
Наблюдавший за всем этим Билли решает, что дальнейшее пребывание с ней может быть небезопасным, и хочет её покинуть. Клэр удаётся удержать его с немалым трудом. Между тем, Джимми приводит Хокинса, Руза и сопровождающего их мальчика-слугу Эдди на пустынную возвышенность, где хочет их оставить. Сообразив, что абориген специально завёл туда англичан, Руз убивает Джимми, вызвав этим гнев Хокинса. Лейтенант публично унижает проштрафившегося Руза, предлагая ему самому довести их до Лонсестона. Вскоре Билли находит тело своего воспитателя и совершает над ним погребальный ритуал. Они с Клэр догоняют Хокинса, и девушка наводит на лейтенанта мушкет, но в последний момент бросает оружие и убегает. Хокинс и Руз ловят Билли с лошадью и ружьём, заставив его довести их до города. Клэр незаметно пытается следовать за ними, но вскоре теряет дорогу.
Достигнув главной дороги в Лонсестон, Хокинс предлагает юному Эдди застрелить аборигена, но тот промахивается, и Билли убегает. Хокинс убивает мальчика, после чего вместе с Рузом приходит в город, где получает новое назначение. В лесу Билли чудом удаётся отыскать едва не сошедшую с ума Клэр, и последней приходится делать вид, что она ведёт аборигена в город под конвоем. По дороге они встречают группу закованных тасманийцев, один из которых сообщает Билли, что весь его род истреблён. Конвоировавшие аборигенов англичане расстреливают их на глазах Билли и Клэр. Вскоре путники нагоняют повозку, пожилой владелец которой оказывается добросердечным человеком. Накормив девушку и её чернокожего спутника, он предоставляет им кров и ночлег, а после отвозит в город.
В городе Клэр не удаётся продать украшения, зато её замечает Хокинс, пообещав убить, если она где-либо откроет рот. Но потерявшая всякую надежду ирландка бесстрашно заходит в таверну, где лейтенант пирует в компании высших офицеров, публично обвинив его в насилии и убийствах. Когда на глазах оторопевших военных она выходит на улицу, Билли спешно увозит её в лес, украв её лошадь у Хокинса.
Пока Клэр спит, Билли наносит на тело боевую раскраску из охры и мастерит из веток два копья. Он бесстрашно идёт в город, где в борделе находит Хокинса, заколов его. Выскочивший из соседнего номера Руз ранит Билли в живот, но аборигену удаётся прикончить и сержанта.
Клэр сажает истекающего кровью Билли на лошадь, после чего они спешно покидают город. Достигнув вдоль реки берега моря, они находят пляж, где Билли танцует танец мангана, а Клэр поёт ирландскую песню. Оба с надеждой наблюдают, как из-за моря встаёт солнце…

## В ролях
- Эшлинг Франчози — Клэр Кэрролл
- Байкали Ганамбарр — Билли
- Сэм Клафлин — лейтенант Хокинс
- Дэймон Херриман — сержант Руз
- Гарри Гринвуд — Джаго
- Ивен Лесли — Гудвин
- Чарли Шотуэлл — Эдди
- Майкл Шисби — Эйдан Кэрролл
- Чарли Джампиджинпа Браун — «дядя» Чарли
- Манолья Маймуру — Лованна
- Элоиза Уайнсток — Ладди (соседка)
- Алан Фолкнер — владелец повозки

## Художественные особенности
Аборигены в фильме разговаривают на языке палава-кани — искусственно воссозданном в конце XX века тасманийском языке, от которого остались лишь обрывочные сведения. Исполнитель роли Билли, Байкали Ганамбарр, происходит из аборигенов северной части Австралии, и язык палава-кани ему пришлось выучить специально для роли. В роли консультанта выступил уважаемый среди аборигенов носитель языка Джим Эверетт. «Соловей» стал первым фильмом, в котором палава-кани прозвучал на большом экране.

## Критика
Фильм получил благоприятные отзывы критиков. Так, на Rotten Tomatoes на апрель 2020 года у фильма был рейтинг одобрения 85% на основе 227 отзывов.
Антон Долин, называя фильм «готическим триллером о геноциде и мести», отмечает, что это «совсем не фильм о прощении»: он «об освобождении от кровавого долга перед приходящими по ночам призраками: после каждой смерти число таковых будет лишь увеличиваться, и так до бесконечности». Критик также говорит о том, что «сюжет фильма, посвящённого насилию над женщиной и её ответу на это насилие, напрямую отсылает» к «Танцующей в темноте» и к «Догвиллю» Ларса фон Триера, «хотя сделана картина абсолютно иначе».

## Награды
- 2018 — два приза Венецианского кинофестиваля: Специальный приз жюри (Дженнифер Кент), Премия Марчелло Мастроянни (Байкали Ганамбарр)[3].
- 2019 — шесть премий Австралийской киноакадемии: лучший фильм года (Кристина Кейтон, Стив Хутенски, Дженнифер Кент, Бруна Папандреа), лучшая режиссёрская работа (Дженнифер Кент), лучший сценарий (Дженнифер Кент), лучшая женская роль (Эшлинг Франчози), лучшая женская роль второго плана (Манолья Маймуру), лучший кастинг (Никки Барретт)[2]. Кроме того, лента получила 9 номинаций: лучшая мужская роль (Байкали Ганамбарр), лучшая мужская роль второго плана (Дэймон Херриман и Майкл Шисби), лучшая операторская работа (Радослав Ладчук), лучший монтаж (Саймон Нджу), лучшая работа художника-постановщика (Алекс Холмс), лучший дизайн костюмов (Марго Уилсон), лучший грим и причёски, лучший звук.
- 2019 — номинация на премию фестиваля Camerimage за лучший режиссёрский дебют (Дженнифер Кент).
- 2019 — попадание в список 10 лучших независимых фильмов года по версии Национального совета кинокритиков США.